# Partito Popolare (Ucraina)
Il Partito Popolare (in ucraino: Народна Партія, Narodna Partija - NP) è un partito politico ucraino di orientamento centrista; fondato nel 1996 con la denominazione di Partito Agrario d'Ucraina (Аграрна партія України, Agrarna partija Ukraïny), nel 2004 assunse il nome di Partito Agrario Popolare d'Ucraina (Народна аграрна партія України, Narodna agrarna partija Ukraïny), venendo infine ridenominato nel 2005.
È guidato da Volodymyr Lytvyn.

## Storia
Il Partito Agrario d'Ucraina si presentò per la prima volta alle elezioni parlamentari del 1998, in cui ottenne il 3,7% dei voti e 2 seggi.
Alle elezioni parlamentari del 2002 il partito entrò a far parte della coalizione «Per l'Ucraina Unita», cui aderirono anche il Partito delle Regioni (conservatori filo-russi), il Partito Popolare-Democratico, il Partito degli Industriali e degli Imprenditori d'Ucraina (centristi liberali) e il movimento Ucraina del Lavoro. La coalizione, a sostegno del Presidente della Repubblica Leonid Kučma (filo-russo), ottenne l'11,8% dei voti e 102 seggi su 450.
Alle elezioni parlamentari del 2006 il Partito Popolare costituì il Blocco Popolare di Lytvyn, insieme al Partito Panucraino Unione della Sinistra «Giustizia» (socialisti) e al Partito Democratico Contadino Ucraino (agrari). Il Blocco si fermò al 2,4% dei voti e, non avendo superato lo sbarramento del 3%, non ottenne alcuna rappresentanza.
Alle elezioni parlamentari del 2007 il partito rilanciò il Blocco di Lytvyn, cui aderì anche il Partito del Lavoro d'Ucraina (poi Ucraina Forte). L'alleanza conquistò il 4% dei voti e 20 seggi; entrò così a far parte del nuovo governo guidato da Mykola Azarov, sostenuto altresì dal Partito delle Regioni e dal Partito Comunista d'Ucraina.
Alle elezioni parlamentari del 2012 NP ottenne 2 deputati, eletti entrambi nella quota maggioritaria.